# Bertoldo V di Zähringen
Bertoldo V di Zähringen (1160 – Friburgo, 18 febbraio 1218) è stato l'ultimo duca della linea originaria degli Zähringen.

## Biografia
Figlio di Bertoldo IV e di Heilig di Frohburg, succedette a suo padre nel 1186. Iniziò il suo regno sconfiggendo la nobiltà burgunda, e praticò una politica di insediamento nell'attuale Oberland Bernese e nella zona del Lago dei Quattro Cantoni. Ampliò la città di Thun e nel 1191 fondò Berna, che divenne il centro del suo governo. Tentò di espandere il proprio potere anche sul Vallese, ma questo tentativo fu frustrato dalla battaglia di Ulrichen del 1211.
Nel 1198 una minoranza dei principi tedeschi lo elesse a Colonia successore di Enrico VI di Svevia, ma preferì rinunciare alla carica a favore di Filippo di Svevia, (in contrapposizione ad Ottone IV, della stirpe dei Welfen), accettando che la sua firma apparisse nella dichiarazione dei principi di Spira. In cambio ottenne concessioni territoriali che rafforzarono la posizione degli Zähringen nell'Ortenau e in Brisgovia, acquisendo privilegi sull'abbazia di Allerheiligen (nell'attuale Baden-Württemberg) e sulle città di Sciaffusa e Breisach.
Nel 1200 Bertoldo V diede avvio a lavori di ampliamento della chiesa parrocchiale di Friburgo, che probabilmente da allora (o al più tardi con l'avvio della seconda fase di ampliamento, attorno al 1250) ne divenne duomo, venendovi poi sepolto. Tuttavia, la sua presunta tomba nel Duomo di Friburgo si trovava su un'alta tomba di un conte di Friburgo ed è stata erroneamente attribuita a lui. Ha origine dalla fabbrica del duomo di Johann Parler ed è datato 1350.
Bertoldo V morì il 18 febbraio 1218. Le terre degli Zähringer andarono in parte alla corona, ottennero l'immediatezza imperiale o furono divise tra le case di Urach (i conti di Friburgo), Kyburg e Fürstenberg.
Berthold è ricordato a Berna dalla fontana degli Zähringer (Zähringerbrunnen) del 1535, dal monumento Zähringer del 1601 nella cattedrale di Berna e dal monumento Zähringer (Zähringerdenkmal) del 1847 a Nydegg.

## Famiglia e figli
Bertoldo sposò Clementia d'Auxonne, figlia di Stefano III d'Auxonne. Non ci sono prove consistenti per eventuali figli. Ci sono però varie notizie di figli assassinati: "Le ereditiere allodiali erano le sorelle di Bertoldo V, Agnese e Anna; la prima era rappresentata dal figlio Egino V di Urach [...], Anna dal marito Ulrico di Kyburg". Sembra che vi fu un figlio nato nel 1210, Bertoldo, che premorì la padre nel 1216.
Secondo il necrologio del monastero di Tennenbach, Agnese di Zähringen - sposata con il conte di Urach Egino IV - morì il 1º maggio. Secondo questa fonte, non era figlia di Bertoldo IV, ma di Bertoldo V: "filia Bertoldi V et ultimi ducis Brisgoiae soror, Egonis de Urach et Furstenberg coniunx, mater Bertoldi abbatis". Recenti ricerche hanno confermato che la fonte è falsa.

## Ascendenza
|                          |                          |                          | Genitori                 |  |  | Nonni |  |  | Bisnonni                 |  |  | Trisnonni               |  |
|                          |                          |                          |                          |  |  |       |  |  | Bertoldo II di Zähringen |  |  | Bertoldo I di Zähringen |  |
|                          |                          |                          |                          |  |  |       |  |  | Bertoldo II di Zähringen |  |  | Bertoldo I di Zähringen |  |
|                          |                          | Richwara                 |                          |  |  |       |  |  | Bertoldo II di Zähringen |  |  |                         |  |
| Corrado I di Zähringen   |                          |                          |                          |  |  |       |  |  | Bertoldo II di Zähringen |  |  |                         |  |
|                          |                          | Agnese di Rheinfelden    | Rodolfo di Rheinfelden   |  |  |       |  |  |                          |  |  |                         |  |
|                          |                          | Agnese di Rheinfelden    | Rodolfo di Rheinfelden   |  |  |       |  |  |                          |  |  |                         |  |
|                          |                          | Agnese di Rheinfelden    | Adelaide di Savoia       |  |  |       |  |  |                          |  |  |                         |  |
| Bertoldo IV di Zähringen |                          | Agnese di Rheinfelden    |                          |  |  |       |  |  |                          |  |  |                         |  |
|                          |                          | Goffredo I di Namur      | Alberto III di Namur     |  |  |       |  |  |                          |  |  |                         |  |
|                          |                          | Goffredo I di Namur      | Alberto III di Namur     |  |  |       |  |  |                          |  |  |                         |  |
|                          |                          | Goffredo I di Namur      | Ida di Sassonia          |  |  |       |  |  |                          |  |  |                         |  |
| Clemenza di Namur        |                          | Goffredo I di Namur      |                          |  |  |       |  |  |                          |  |  |                         |  |
|                          |                          | Ermesinde di Lussemburgo | Corrado I di Lussemburgo |  |  |       |  |  |                          |  |  |                         |  |
|                          |                          | Ermesinde di Lussemburgo | Corrado I di Lussemburgo |  |  |       |  |  |                          |  |  |                         |  |
|                          |                          | Ermesinde di Lussemburgo | Clemenza d'Aquitania     |  |  |       |  |  |                          |  |  |                         |  |
| Bertoldo V di Zähringen  |                          | Ermesinde di Lussemburgo |                          |  |  |       |  |  |                          |  |  |                         |  |
|                          | Adalberone I di Frohburg | …                        |                          |  |  |       |  |  |                          |  |  |                         |  |
|                          | Adalberone I di Frohburg | …                        |                          |  |  |       |  |  |                          |  |  |                         |  |
|                          | Adalberone I di Frohburg | …                        |                          |  |  |       |  |  |                          |  |  |                         |  |
| Folmar II di Frohburg    | Adalberone I di Frohburg |                          |                          |  |  |       |  |  |                          |  |  |                         |  |
|                          |                          | Sofia di Lenzburg        | …                        |  |  |       |  |  |                          |  |  |                         |  |
|                          |                          | Sofia di Lenzburg        | …                        |  |  |       |  |  |                          |  |  |                         |  |
|                          |                          | Sofia di Lenzburg        | …                        |  |  |       |  |  |                          |  |  |                         |  |
| Heilwig di Frohburg      |                          | Sofia di Lenzburg        |                          |  |  |       |  |  |                          |  |  |                         |  |
|                          |                          | …                        | …                        |  |  |       |  |  |                          |  |  |                         |  |
|                          |                          | …                        | …                        |  |  |       |  |  |                          |  |  |                         |  |
|                          |                          | …                        | …                        |  |  |       |  |  |                          |  |  |                         |  |
| Sofia di Montbelliard    |                          | …                        |                          |  |  |       |  |  |                          |  |  |                         |  |
|                          |                          | …                        | …                        |  |  |       |  |  |                          |  |  |                         |  |
|                          |                          | …                        | …                        |  |  |       |  |  |                          |  |  |                         |  |
|                          |                          | …                        | …                        |  |  |       |  |  |                          |  |  |                         |  |
|                          |                          | …                        |                          |  |  |       |  |  |                          |  |  |                         |  |